# Pleotomus cerinus
Pleotomus cerinus là một loài bọ cánh cứng trong họ Đom đóm (Lampyridae). Loài này được Caballero miêu tả khoa học năm 2002.